# Dario D'Angelo
Dario D'Angelo (Trieste, 6 luglio 1947 – Mostar, 28 gennaio 1994) è stato un giornalista italiano.
Inviato di guerra, è stato ucciso assieme ai colleghi Marco Luchetta e Alessandro Saša Ota mentre seguiva la guerra in Bosnia ed Erzegovina per la Rai.

## Biografia
Nato a Trieste, nel quartiere di Barcola, si trasferì poi a Prosecco. Terminata la scuola dell'obbligo, diventò apprendista elettricista. Dopo il servizio militare a Bologna, studiò alle scuole serali per ottenere il diploma di perito in telecomunicazioni e lavorò alla Ferriera di Servola. Nel 1971 sposò la coetanea Gianna, con cui avrà una figlia, Nataly. Nel 1980 venne assunto dalla Rai di Trieste come assistente di ripresa televisiva. A partire dal 1990 compì diversi viaggi in Jugoslavia per seguire la guerra d'indipendenza slovena, la caduta del comunismo in Albania, la guerra d'indipendenza croata e la guerra in Bosnia ed Erzegovina.

### Morte
Il 28 gennaio 1994 si trovava a Mostar assieme ai colleghi Marco Luchetta e Alessandro Ota per raccontare la tragedia dei bambini vittime della guerra, quando tutti e tre vennero uccisi da una granata. Zlatko, il bambino che stavano intervistando, si salvò protetto dai loro corpi e rimase solo leggermente ferito.
In loro memoria, e in quella di Miran Hrovatin, anche lui triestino, nacque la Fondazione Luchetta Ota D'Angelo Hrovatin, con lo scopo di ospitare bambini vittime della guerra che hanno bisogno di cure mediche, a partire da Zlatko. Nel 2014 ai quattro è stato dedicato un giardino comunale a Trieste.
A D'Angelo è dedicata la sezione del Premio Luchetta per il miglior articolo pubblicato su quotidiani o periodici internazionali.